# Vangsåsen
Vangsåsen är en tätort i Indre Fosens kommun i Trøndelag fylke i mellersta Norge.